# 湘南ユニテック
株式会社湘南ユニテック（しょうなんゆにてっく）は、神奈川県高座郡寒川町に本社を置く、主に自動車部品や建設機械部品の製造販売を行う自動車・機械部品の製造会社である。

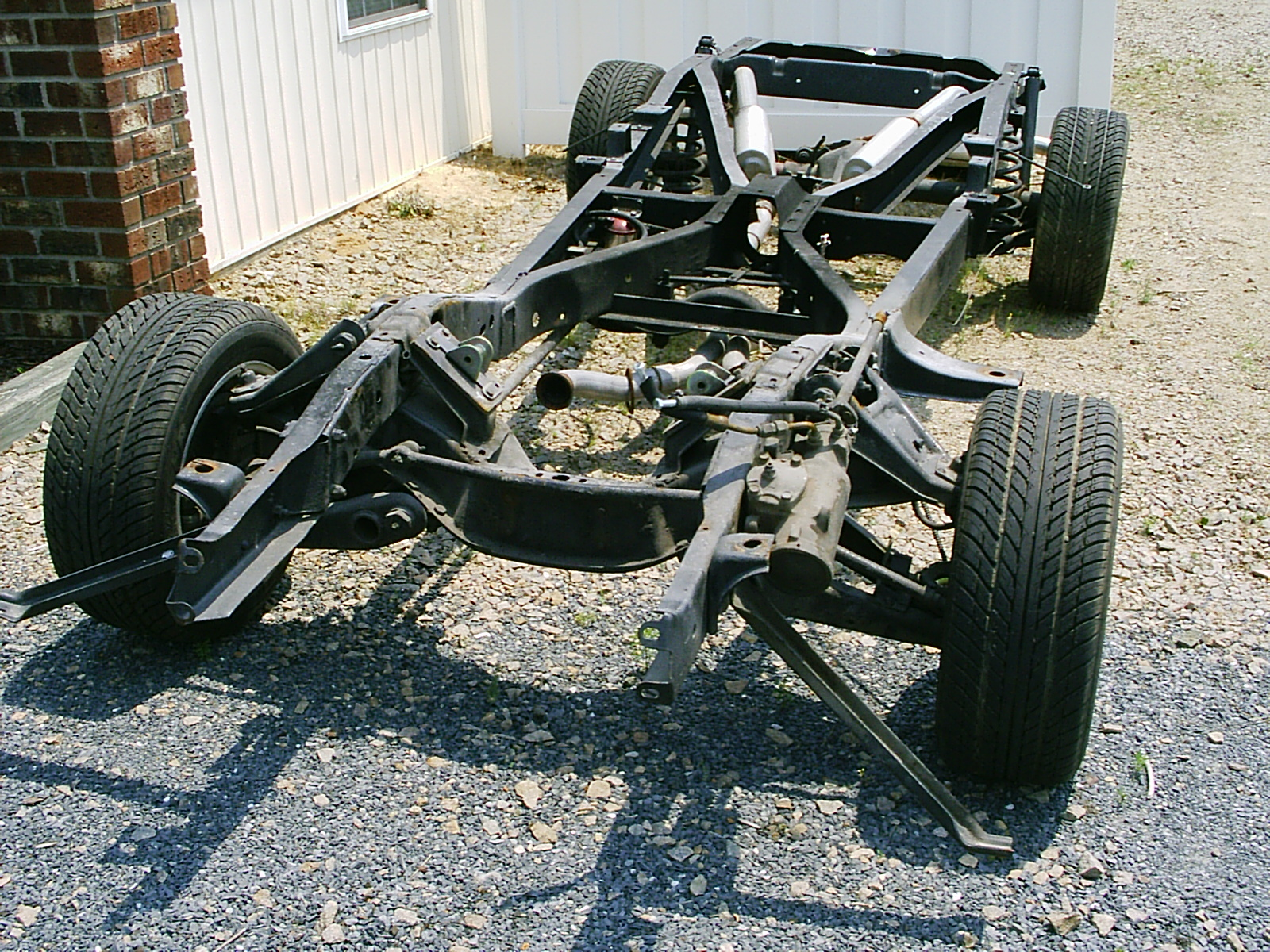
乗用車のシャシ

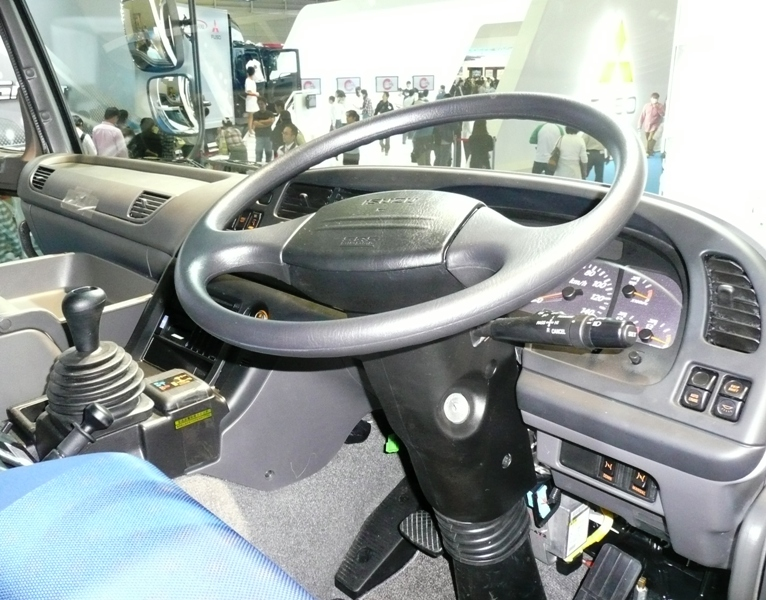
Isuzu GIGAのインパネ

## 概要
シャーシ（下部結構）、キャブ、インパネ部やペダル、コントロールレバー類のコンポーネントおよび機械部品類を製造している。いすゞ自動車（株）の子会社の1つである。

## 沿革
- 1955年（昭和30年）5月 - 前身の三伸工業株式会社を設立。
- 1996年（平成8年）10月 - 三伸工業（株）とエスケーアール株式会社が合併し、株式会社湘南ユニテックを設立。
- 1998年（平成10年）4月 - 福島工場の稼働開始。
- 2000年（平成12年）5月 - 本社工場 ISO 9001：2000の認証取得。
- 2001年（平成13年）5月 - 福島工場 ISO 9001：2000の認証取得。
- 2001年（平成13年）8月 - 湘南ユニテック・タイランドを設立。
- 2005年（平成17年）5月 - 本社工場ISO 14001：2004の認証取得。
- 2006年（平成18年）1月 - 株式会社清水製作所を吸収合併。
- 2006年（平成18年）10月 - 倉見工場稼動開始。
- 2007年（平成19年）5月 - 福島工場ISO 14001：2004の認証取得。

- 2008年（平成20年）1月 - 倉見工場ISO 9001：2000の認証取得。
- 2008年（平成20年）5月 - 倉見工場ISO 14001：2004の認証取得。

## 所在地
- 本社・本社工場，神奈川県高座郡寒川町倉見
- 倉見工場，神奈川県高座郡寒川町倉見
- 福島工場，福島県田村郡三春町深作20番地

## 子会社・関連会社
- 湘南ユニテック・タイランド
- 株式会社シンコー
- 株式会社アズテック
- 美和鈑金工業株式会社
- 株式会社タカハシ工業